# 東京フィルハーモニー交響楽団
公益財団法人東京フィルハーモニー交響楽団（とうきょうフィルハーモニーこうきょうがくだん、英語: Tokyo Philharmonic Orchestra）は、日本のプロオーケストラ。略称は東フィル（とうフィル）。日本オーケストラ連盟正会員。

## 概要
東京フィルハーモニー交響楽団は、1911年に名古屋で発足した「いとう呉服店少年音楽隊」を起源とする現存する日本最古のオーケストラである。2001年に新星日本交響楽団と合併したことにより、現在でも日本最多の楽員数を擁し、ほぼ常に二つのグループに分かれて演奏活動を行っている。二期会などとの結びつきも強く、コンサートと平行して伝統的にオペラやバレエのピットでの活動を得意としてきた。現在も、日本で一番頻繁に新国立劇場などでオペラの伴奏をしているオーケストラでもある。Bunkamuraオーチャードホールを本拠地とし、東京オペラシティコンサートホール・タケミツメモリアル、サントリーホールでも定期演奏会を行なっている。

### 沿革
- 1911年（明治44年） - 名古屋のいとう呉服店（現在の松坂屋）に「いとう呉服店少年音楽隊」が誕生[3]。
- 1924年（大正13年） - 第1回選抜中等学校野球大会開会式の演奏を行う[6]。
- 1925年（大正14年） - 「松坂屋少年音楽隊」に改称。
- 1927年（昭和2年） - 「松坂屋洋楽研究会」を松坂屋少年音楽隊と併称。
- 1929年（昭和4年） - 「名古屋交響楽団」を松坂屋少年音楽隊と併称。
- 1932年（昭和7年） - 「松坂屋管弦楽団」に改称。
- 1935年（昭和10年） - 「松坂屋シンフォニー」に改称。
- 1938年（昭和13年） - 拠点を東京に移し、「中央交響楽団」に改称[3]。
- 1940年（昭和15年） - 日本ビクターへ楽団移譲。
- 1941年（昭和16年） - 秋シーズンより「東京交響楽団」に改称[3]。
- 1944年（昭和19年） - この日の第33回定期公演をもって定期演奏会を中止、以後の演奏会は臨時公演になる。
- 1945年（昭和20年） - 東京大空襲で芝区御成門にあった練習所が焼失。当日はベルリオーズの「ファウストの劫罰」日本初演が予定されていた。
- 1945年（昭和20年） - 「東京都フィルハーモニー管弦楽団」として復活[3]。
- 1946年（昭和21年） - 「東京フィルハーモニー管弦楽団」に改称。
  - 7月 - 東京都フィルの母体である東京都音楽団解散。アーニー・パイル劇場（東京宝塚劇場がGHQに接収されていた）専属のオーケストラとなる。
  - 11月 - 「東京フィルハーモニー交響楽団」に改称。
- 1948年（昭和23年）4月20日 - 東京フィルハーモニー交響楽団としての第1回定期公演[3][7]。
- 1952年（昭和27年）12月 - 財団法人東京フィルハーモニー交響楽団となる[8]。
- 1969年（昭和44年） - のちの合併相手となった新星日本交響楽団が設立される[9]。
- 1973年（昭和28年）10月 - 東南アジア方面（香港、マニラ、シンガポール、クアラルンプール）へ初の海外公演。
- 1984年（昭和59年） - 第1回ヨーロッパ公演を実施（50日間・7か国・28公演）[10]。
- 1989年（平成元年） - Bunkamuraのオーチャードホールと日本で初めてフランチャイズ契約を結び本拠地とする。第2回ヨーロッパ公演を実施（32日間・8か国、20公演）[10]。
- 1994年（平成6年） - 第3回ヨーロッパ演奏旅行として、ドイツ、ベルギー、イギリスに招かれる（23日間、15公演）
- 1996年（平成8年） - 千葉市と事業提携。
- 1999年（平成11年） - ソニー株式会社会長大賀典雄が東京フィル会長に就任[11]。
- 2001年（平成13年） - 新星日本交響楽団と合併。チョン・ミョンフンがスペシャル・アーティスティック・アドヴァイザーに就任[3]。
- 2004年（平成16年） - 長野県軽井沢町と事業提携。軽井沢大賀ホールで演奏会を行う。
- 2005年（平成17年） - 「第7回上海国際芸術祭」にアジア代表として招待され、中国、韓国で7公演を開催。
- 2011年（平成23年） - 楽団創立100周年記念シリーズを開催（～2012年3月）ソニー株式会社代表取締役副会長中鉢良治が東京フィル会長に就任。楽天株式会社代表取締役会長三木谷浩史が東京フィル理事長に就任。
- 2012年（平成24年） - 公益財団法人に移行。創立100周年特別演奏会開催（指揮：チョン・ミョンフン）
- 2014年（平成26年） - 創立100周年記念ワールドツアーを開催（ニューヨーク、マドリッド、パリ、ロンドン、シンガポール、バンコク）[12]。

## 指揮者
名誉音楽監督
- チョン・ミョンフン

首席指揮者
- アンドレア・バッティストーニ

桂冠指揮者
- 尾高忠明
- 大野和士
- ダン・エッティンガー

特別客演指揮者
- ミハイル・プレトニョフ

アソシエイト・コンダクター
- チョン・ミン

永久楽友・名誉指揮者
- 大賀典雄

財団会長・理事長だった大賀典雄（ソニー名誉会長）が、指揮者として客演することもあった。大賀は東京藝術大学音楽学部を卒業しており、音楽の専門教育を受けている。過去にはソニーより寄付金を受けたり、ソニー社長だった盛田昭夫が理事長だった時期もあり、ソニーとの縁が深い。現在は、ソニー元副会長の中鉢良治（現独立行政法人産業技術総合研究所理事長）が財団会長を、楽天会長兼社長の三木谷浩史が財団理事長を務めている。

### 歴代首席指揮者等
東京フィルハーモニー交響楽団（2001年3月まで）
- マンフレート・グルリット - 元ウィーン国立歌劇場・ベルリン国立歌劇場指揮者。1939年来日、中央交響楽団（現東京フィル）常任指揮者を務め、藤原歌劇団とともに『魔笛』、『ローエングリン』など多くのオペラを日本初演した[13]。
- 大町陽一郎 - 1961年から1963年まで常任指揮者を務め、1999年から専任指揮者。2015年から名誉指揮者。2022年逝去。
- 尾高忠明 - 1974年から1991年まで常任指揮者を務め[14]、現在は桂冠指揮者[15]。
- 大野和士 - 1992年から1999年まで常任指揮者を務め、現在は桂冠指揮者[16][17]

旧新星日本交響楽団
- 山田一雄 - 1977年から顧問を務めた。1991年急逝。現在は永久名誉指揮者。
- オンドレイ・レナルト - 1993年から1999年まで首席指揮者[18]。
- パスカル・ヴェロ - 首席客演指揮者を経て、1999年から2001年3月まで首席指揮者。現在は首席客演指揮者。
- 小松長生、現田茂夫 - いずれも新星日本交響楽団の指揮者を務めたのち、合併後の新楽団の指揮者を務めた。
- 沼尻竜典 - 新星日本交響楽団で指揮者を務め、合併後の新楽団の正指揮者を務めた。

## 提携
フランチャイズ
- Bunkamuraオーチャードホール - 1989年に日本初のホールとオーケストラ間のフランチャイズ契約を結ぶ[10]。年8回の定期演奏会を開催。

事業提携
- 東京都文京区 -2001年提携。 旧新星日本交響楽団が行った提携を継承[19]。区総合庁舎「文京シビックセンター」内の大ホール「文京シビックホール」で、「響きの森クラシックシリーズ」と銘打った年4回の演奏会を行っているほか、文京区内の小中学生を対象とした出張演奏、音楽教室、管楽器クリニック等を実施している。
- 千葉市 - 1996年提携。「千葉定期シリーズ」を市内のホール「千葉市民会館」で行っているほか、市内施設での室内楽コンサート等を実施している。
- 長野県軽井沢町 - 2004年9月提携。理事長の大賀典雄が私財を投じて軽井沢町に建設し、町に寄附した「軽井沢大賀ホール」で演奏会を行うほか、地元小中学校生を対象にした楽器クリニック等を実施している。
- 新潟県長岡市 - 2015年3月12日に提携した。

## 演奏会
- オーチャード定期演奏会
  - オーチャードホール、年8回。
- 東京オペラシティ定期シリーズ
  - 東京オペラシティコンサートホール、年8回。
- サントリー定期シリーズ
  - サントリーホール、年8回。（2017/18シーズンは、サントリーホールの改修工事により年6回。）
- 響きの森クラシック・シリーズ
  - 文京シビックホール、年4回。
- 休日の午後のコンサート
  - 東京オペラシティコンサートホール、年4回。
- 平日の午後のコンサート
  - 東京オペラシティコンサートホール、年4回。
- その他、ベートーヴェン「第九」特別演奏会、ニューイヤーコンサート、新国立劇場におけるオペラ演奏など。

## 放送番組などへの出演
- ブラヴォー!オーケストラ - NHK-FM放送で毎週日曜日夜に放送している番組。定期演奏会の一部や公開録音によって収録された演奏が全国に流れる。
- 東急ジルベスターコンサート - テレビ東京が毎年大晦日に系列局を通じて全国に生放送するコンサート。名前の通り東急グループが1社提供。会場もBunkamuraオーチャードホールが使われる。元日の午前0時ちょうどに終わるように曲が演奏され新年を迎えるという「カウントダウン」が人気である。
- NHKニューイヤーオペラコンサート - 1958年の第1回目放送から出演。
- 名曲アルバム・名曲スケッチ- NHKの番組。演奏を数多く担当し、映像・CDも発売されている。
- みんなの童謡 - NHKの番組。バックの演奏を数多く担当している。
- アルスラーン戦記 - 毎日放送のアニメ番組。番組内のBGM演奏を担当。
- 猫の恩返し - スタジオジブリ制作のアニメ映画。劇中のBGM演奏を担当。
- NHK紅白歌合戦（NHK総合テレビ・ラジオ第1放送）
- 題名のない音楽会（テレビ朝日）
- BS1スペシャル「必ず よみがえる〜魂のオーケストラ 1年半の闘い〜」（2021年9月15日、NHK BS1）[20]
- 映画音楽はすばらしい!（NHK BSプレミアム・BS4K→NHK BS・BSプレミアム4K）
- 美空ひばり生誕85周年記念アルバム『美空ひばり Symphonic Works 〜 不死鳥再び』にて演奏。

など